# Pararhagadochir bicingillata
Pararhagadochir bicingillata är en insektsart som först beskrevs av Günther Enderlein 1909.  Pararhagadochir bicingillata ingår i släktet Pararhagadochir och familjen Archembiidae. Inga underarter finns listade i Catalogue of Life.